# Akademie der Wissenschaften
Eine Akademie der Wissenschaften ist eine Gelehrtengesellschaft und eine Einrichtung zur Förderung wissenschaftlicher Forschung. Daneben gibt es auch Akademien der Künste, die sich der Förderung künstlerischer Studien verschreiben.

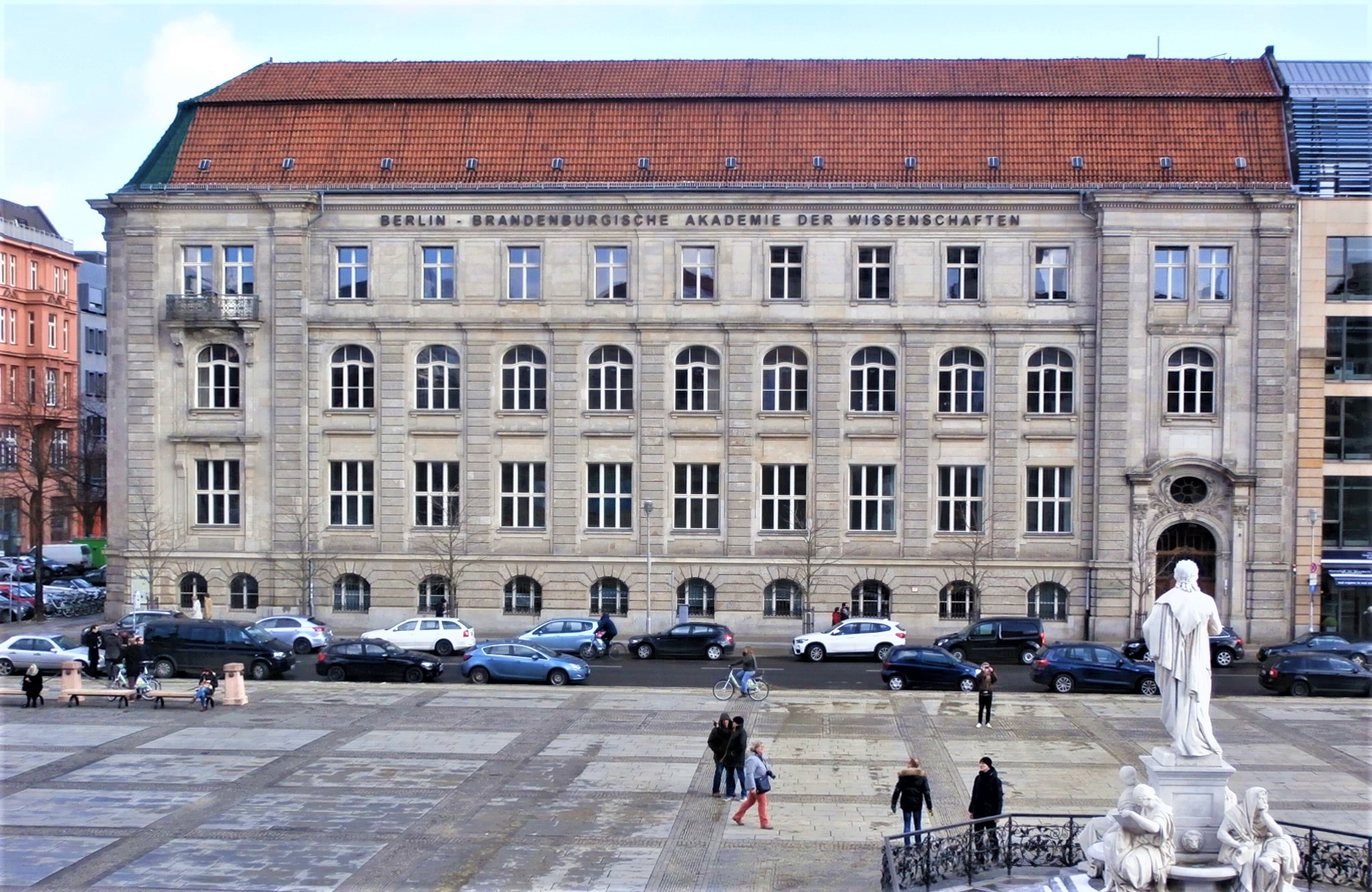
Berlin-Brandenburgische Akademie der Wissenschaften

## Bedeutung
Im Mittelpunkt der oft traditionsreichen Akademien steht die Vereinigung hochrangiger Gelehrter, die sich regelmäßig zu wissenschaftlichem Austausch zusammenfinden. Akademien sind benannt nach der Platonischen Akademie in Athen, eine vom Philosophen Platon ins Leben gerufene Akademie und eine der ersten Akademien überhaupt. Zu Ehren des griechischen Helden Akademos, der gemäß der Sage in dem von Platon erworbenen Olivenhain begraben war, nannte der Philosoph den Ort „Akademie“. Die Akademien der Wissenschaften sind entweder private (so genannte „Freie Akademien“) oder vom Staat unterhaltene Einrichtungen. Sie unterscheiden sich von Universitäten dadurch, dass sie in der Regel keine wissenschaftliche Lehre betreiben. Eine Ausnahme davon stellt z. B. die Alma mater Europae (European University for Leadership) dar, die als wissenschaftliche Einrichtung der Europäischen Akademie der Wissenschaften und Künste im Jahre 2013 in Salzburg ihren Betrieb aufnahm.

## Wissenschaftsakademien in Deutschland
Nationale Akademie der Wissenschaften ist seit 2008 die Deutsche Akademie der Naturforscher Leopoldina.
Acht größere regionale Wissenschaftsakademien sind in der Union der deutschen Akademien der Wissenschaften zusammengeschlossen:
- Akademie der Wissenschaften in Hamburg in Hamburg
- Akademie der Wissenschaften zu Göttingen in Göttingen
- Akademie der Wissenschaften und der Literatur in Mainz
- Bayerische Akademie der Wissenschaften in München
- Berlin-Brandenburgische Akademie der Wissenschaften in Berlin
- Heidelberger Akademie der Wissenschaften in Heidelberg
- Nordrhein-Westfälische Akademie der Wissenschaften und der Künste in Düsseldorf
- Sächsische Akademie der Wissenschaften in Leipzig

Daneben existieren weitere, unabhängige Akademien, wie die Deutsche Akademie der Technikwissenschaften (acatech) mit Sitz in München, die Wissenschaftler rund um die Themen Technik und angewandte Wissenschaften vereint sowie die Akademie für Raumentwicklung (ARL) in Hannover, die räumliche Strukturen und Entwicklungen, ihre Ursachen und Wirkungen sowie Möglichkeiten ihrer politisch-planerischen Steuerung erforscht.
Die Akademie der Wissenschaften der DDR (1946 bis 1990/91) war die bedeutendste Forschungsinstitution der Deutschen Demokratischen Republik (DDR).

## Österreich
In Österreich gibt es z. B. eine nationale Akademie der Wissenschaften, die Österreichische Akademie der Wissenschaften. Diese geht auf eine kaiserliche Gründung 1847 zurück und wurde von der österreichischen Republik als zentrale Stelle außeruniversitärer Forschung beibehalten. Daneben gibt es einige Akademien, die international ausgerichtet sind, wie z. B. die österreichische Europäische Akademie der Wissenschaften und Künste mit Stand 2012 laut eigenen Angaben etwa 1500 Mitgliedern, darunter 29 Nobelpreisträger.

## Wissenschaftsakademien in der ganzen Welt
In jedem Land Europas und vielen anderen Ländern der Erde gibt es mindestens eine nationale Akademie der Wissenschaften oder der Wissenschaften und Künste. Siehe dazu exemplarisch die Liste der wissenschaftlichen Akademien.

### Italien
Die 1603 in Rom gegründete Accademia dei Lincei war eine der ersten privaten Institutionen zur Förderung der Naturwissenschaften in Europa. Sie ist heute die nationale Akademie der Wissenschaften Italiens. Zu den traditionsreichsten regionalen Akademien in Italien gehören die Akademie der Wissenschaften in Turin, die Accademia delle Scienze dell’Istituto di Bologna und die Accademia Pontaniana in Neapel.

### Russland
Die Russische Akademie der Wissenschaften wurde 1724 gegründet und hat ihren Sitz heute in Moskau.

### Türkei
In der Türkei bestehen beispielsweise die Akademie der Wissenschaften der Türkei (TÜBA) sowie der Wissenschafts- und Technologieforschungsrat der Türkei (TÜBITAK).